# Goran Bregović
Goran Bregović (în sârbă Горан Бреговић; n. 22 martie 1950, Sarajevo, Republica Socialistă Bosnia și Herțegovina, RSF Iugoslavia) este un muzician din Bosnia și Herțegovina și unul dintre cei mai recunoscuți compozitori moderni din Balcani. El se declară iugoslav.

## Biografie

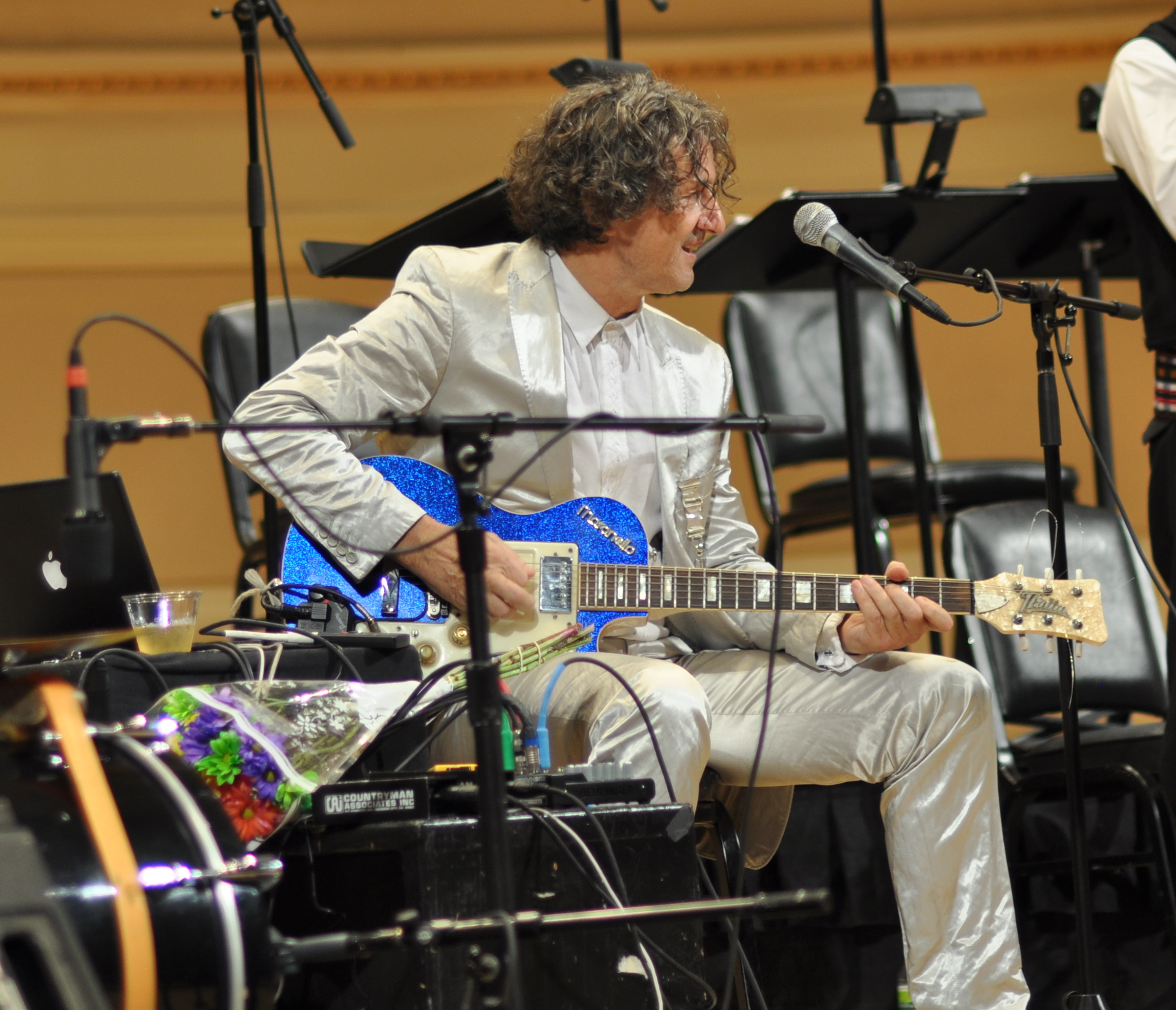
Goran Bregović la un concert în Carnegie Hall, New York, 2011.

Goran s-a născut pe 22 martie 1950 la Sarajevo, în Bosnia, tatăl său fiind croatul Franjo Bregović, iar mama sa fiind sârboaica Borka Perišić.
Pe când avea doar șaisprezece ani, Bregovic a pus bazele trupei Bijelo Dugme, care avea să devină una dintre cele mai populare formații rock din Europa.
A creat coloane sonore pentru filme precum: "Time of the Gypsies", "Queen Margot", "Underground" și "Arizona Dream", special pentru regizorul Emir Kusturica.
Creațiile lui sunt influențate de muzica tradițională țigănească precum și de muzica din Balcani.
Fiind un compozitor de excepție, a scris piese pentru Iggy Pop, Ofra Haza sau Cesária Évora.

## Muzica de film

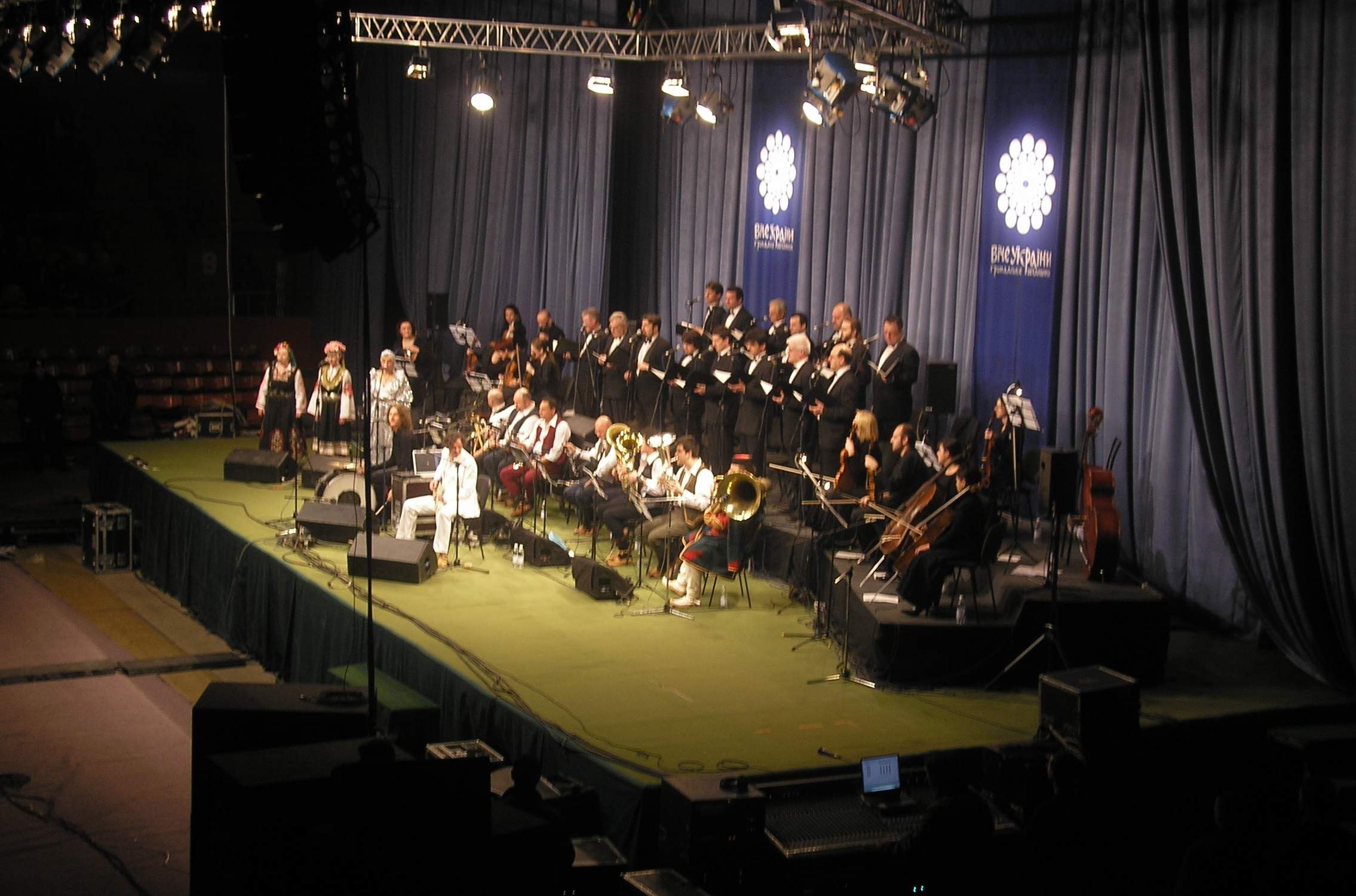
Goran Bregović cu Wedding and Funeral Orchestra în Donețk, 15 martie 2006.

- 1977 - Butterfly cloud (Leptirov oblak) - În regia lui: Zdravko Randić
- 1979 - Personal Affairs (Lične stvari) - În regia lui: Aleksandar Mandić
- 1988 - Vremea țiganilor (Dom za vešanje) - În regia lui: Emir Kusturica
- 1989 - Kuduz - În regia lui: Ademir Kenović
- 1990 - Silent Gunpowder (Gluvi barut) - În regia lui: Bahrudin Čengić
- 1991 - The Serbian Girl (Das Serbische Mädchen) - În regia lui: Peter Sehr
- 1991 - The Little One (Mala) - În regia lui: Predrag Antonijević
- 1991 - Čaruga - În regia lui: Rajko Grlić
- 1993 - Arizona Dream - În regia lui: Emir Kusturica
- 1993 - Toxic Affair - În regia lui: Philoméne Esposito
- 1993 - La Nuit sacrée - În regia lui: Nicolas Klotz
- 1993 - La Nombril du monde - În regia lui: Ariel Zeitoun
- 1994 - Queen Margot - În regia lui: Patrice Chéreau
- 1995 - Underground - În regia lui: Emir Kusturica
- 1997 - A Chef in Love (Shekvarebuli kulinaris ataserti retsepti) - În regia lui: Nana Djordjadze
- 1997 - The Serpent's Kiss - În regia lui: Philippe Rousselot
- 1997 - XXL - În regia lui: Ariel Zeitoun
- 1998 - Train of Life - În regia lui: Radu Mihăileanu
- 1999 - The Lost Son - În regia lui: Chris Menges
- 1999 - Tuvalu - În regia lui: Veit Helmer
- 1999 - Operation Simoom (Operacja Samum) - În regia lui Władysław Pasikowski
- 2000 - 27 Missing Kisses - În regia lui: Nana Dschordschadse
- 2000 - Je li jasno prijatelju? - În regia lui: Dejan Ačimović
- 2002 - Music for Weddings and Funerals (Musik för bröllop och begravningar) - În regia lui: Unni Straume
- 2005 - Turkish Gambit (Турецкий гамбит) - În regia lui: Dzhanik Faiziyev
- 2006 - Karaula - În regia lui: Rajko Grlić
- 2006 - Le Lièvre de Vatanen - În regia lui: Marc Rivière
- 2006 - Borat: Cultural Learnings of America for Make Benefit Glorious Nation of Kazakhstan
- 2007 - Fly by Rossinant - În regia lui: Jacky Stoév
- 2011 - Baikonur - Directed by Veit Helmer

## Discografie

### Coloane sonore
- 1989: Kuduz (Diskoton)
- 1989: Time of the Gypsies (Kamarad, Diskoton, PolyGram, Komuna)
- 1993: Toxic affair (Polygram / Universal)
- 1993: Arizona Dream (Kamarad, PolyGram, Komuna)
- 1994: La reine Margot (Kamarad, PolyGram, Komuna)
- 1995: Underground (Kamarad, PolyGram, Komuna)
- 1995: A Chef in Love (Kamarad)
- 2000: Tuvalu avec Jürgen Knieper (United One Records)
- 2005: I giorni dell'abbandono with Carmen Consoli
- 2006: Le Lièvre de Vatanen (PolyGram)
- 2008: Mustafa (Sony Music Entertainment)

### Compilații
His compilations include soundtracks from different works.
- 1996: P.S. (Komuna)
- 1998: Ederlezi (PolyGram)
- 1999: Magic book (Bravo Records)
- 2000: Songbook (Mercury Records, Universal)
- 2000: Music for films (PolyGram)
- 2009: Welcome to Bregović (Wrasse Records)

### Alte albume
- 1976: Goran Bregović (PGP RTB)
- 1991: Paradehtika with Alkistis Protopsalti (Polydor)
- 1997: Düğün ve Cenaze with Sezen Aksu (Raks Müzik)
- 1997: Thessaloniki – Yannena with Two Canvas Shoes with George Dalaras (Minos-EMI)
- 1998: Silence of the Balkans, live in Thessaloniki (Mercury Records)
- 1999: Kayah i Bregović with Kayah (ZIC-ZAC)
- 2000: Balkanica with Athens Symphony Orchestra (FM Records)
- 2001: Kris & Goran (or Daj mi drugie życie) with Krzysztof Krawczyk (BMG Poland, Rada)
- 2002: Tales and Songs from Weddings and Funerals (Mercury)
- 2007: Karmen with a happy end (Mercury)
- 2009: Alkohol - Śljivovica & Champagne (Mercury)
- 2012: Ederlezi x Four (FM Records)
- 2012: Champagne for Gypsies (Mercury)